# België op de Olympische Winterspelen 1936
Tijdens de Olympische Winterspelen van 1936 die in Garmisch-Partenkirchen werden gehouden nam België voor de vierde keer deel.
België werd op deze editie vertegenwoordigd door 27 sporters in het alpineskiën, bobsleeën, kunstrijden, schaatsen en ijshockey.
De Belgische equipe slaagde er niet in om een derde medaille op de Winterspelen voor België te veroveren, België kwam derhalve niet voor in het medailleklassement.
Max Houben nam (na de Zomerspelen van 1920 waar hij in de atletiek uitkwam en de winterspelen van 1928 en 1932) voor de vierde keer deel aan een Olympisch evenement. Ook Martial Van Schelle nam na drie opeenvolgende deelnames op de Zomerspelen aan het zwemmen in 1920, 1924 en 1928 deel aan zijn vierde olympisch tornooi. Louis De Ridder nam voor de derde keer deel aan de Spelen. Max Houben werd in 1928 zesde met de vijfmansbob, in 1932 eindigde hij in de tweemansbob als negende. Louis De Ridder was in 1920 en 1924 lid van het ijshockeyteam en in 1924 nam hij deel bij het schaatsen.
Kunstrijdsters Liselotte Landbeck en Louise Contamine waren de vierde en vijfde vrouw die voor België aan de Winterspelen deelnam, de drie kunstrijdsters Géraldine Herbos (1920, 1924), Josy Van Leberghe (1928) en Yvonne de Ligne (1932 en dit jaar) waren hun voorgegaan.

## Deelnemers en resultaten

### Alpineskiën
| Olympiër (deelname)       | Discipline     | Resultaat | Prestatie                                                   |
| ------------------------- | -------------- | --------- | ----------------------------------------------------------- |
| Charles Bracht (1)        | combinatie (m) | DNF       | afdaling: opgave slalom: niet gestart                       |
| Raymond De Braconnier (1) | combinatie (m) | DNF       | afdaling: 6.52,0 slalom: run 1: 2.22,2 run 2: niet gestart  |
| Jacques Peten (1)         | combinatie (m) | DNF       | afdaling: 10.09,2 slalom: run 1: 2.24,9 run 2: niet gestart |
| Werner De Spoelberch (1)  | combinatie (m) | DNF       | afdaling: 7.03,0 slalom: run 1: 2.28,6 run 2: niet gestart  |

### Bobsleeën
| Olympiër (deelname)                                                                | Discipline              | Resultaat | Prestatie                                                                   |
| ---------------------------------------------------------------------------------- | ----------------------- | --------- | --------------------------------------------------------------------------- |
| René Lunden (1) Eric De Spoelberch (1)                                             | 2-mansbob (m) België I  | 8e        | run 1: 1.25,82 run 2: 1.24,35 run 3: 1.32,31 run 4: 1.23,80 totaal: 5.46,28 |
| Max Houben (4) Martial Van Schelle (4)                                             | 2-mansbob (m) België II | 9e        | run 1: 1.31,73 run 2: 1.24,05 run 3: 1.26,13 run 4: 1.25,41 totaal: 5.47,32 |
| René Lunden (1) Eric De Spoelberch (1) Philippe de Pret Roose (1) Gaston Braun (1) | 4-mansbob (m) België I  | 8e        | run 1: 1.25,77 run 2: 1.21,81 run 3: 1.21,67 run 4: 1.20,57 totaal: 5.29,82 |
| Max Houben (4) Martial Van Schelle (1) Louis De Ridder (3) Paul Graeffe (1)        | 4-mansbob (m) België II | 5e        | run 1: 1.25,61 run 2: 1.23,85 run 3: 1.20,22 run 4: 1.19,32 totaal: 5.29,00 |

### Kunstrijden
| Olympiër (deelname)                    | Discipline | Resultaat | Prestatie                      |
| -------------------------------------- | ---------- | --------- | ------------------------------ |
| Liselotte Landbeck (1)                 | vrouwen    | 4e        | pc. 32,0 totaal: 393,3 punten  |
| Yvonne de Ligne (2)                    | vrouwen    | 18e       | pc. 118,0 totaal: 348,2 punten |
| Louise Contamine (1) Robert Verdun (1) | paarrijden | 16e       | pc. 138,5 totaal: 8,2 punten   |

Frederic A. Mesot (deelnemer in 1924) en Robert Van Zeebroeck (deelnemer in 1928) hadden zich beide ingeschreven voor het mannentoernooi maar namen niet aan de wedstrijd deel.

### Schaatsen
| Olympiër (deelname)  | Discipline   | Resultaat | Prestatie         |
| -------------------- | ------------ | --------- | ----------------- |
| James Graeffe (1)    | 500 m (m)    | 33e       | 54,6 (+11,2)      |
| James Graeffe (1)    | 1500 m (m)   | 36e       | 3.00,5 (+41,3)    |
| James Graeffe (1)    | 5000 m (m)   | 35e       | 10.52,6 (+2.33,0) |
| Charles de Ligne (1) | 500 m (m)    | 35e       | 1.44,6 (+1.01,2)  |
| Charles de Ligne (1) | 1500 m (m)   | 37e       | 3.21,9 (+1.02,7)  |
| Charles de Ligne (1) | 5000 m (m)   | DNF       | opgave            |
| Charles de Ligne (1) | 10.000 m (m) | 28e       | 23.32,9 (+6.08,6) |

### IJshockey
| Olympiër (deelname) | Discipline | Resultaat | Prestatie                                                                                      |
| --- | ---------- | --------- | ---------------------------------------------------------------------------------------------- |
| Robert Baudinne (1) Roger Bureau (2) Jef Lekens (1) Georges Pootmans (1) Pierre Van Reysschoot (2) Willy Kreitz (2) Carlos Vandendriessche (2) Walter Bastenie (1) Fernand Carrez (1) Louis De Ridder (3) | mannen     | 13e       | voorronde: 2 - 11 België - Hongarije 0 - 5 België - Tsjecho-Slowakije 2 - 4 België - Frankrijk |

Australië · België · Bulgarije · Canada · Duitsland · Estland · Finland · Frankrijk · Griekenland · Groot-Brittannië · Hongarije · Italië · Japan · Joegoslavië · Letland · Liechtenstein · Luxemburg · Nederland · Noorwegen · Oostenrijk · Polen · Roemenië · Spanje · Tsjecho-Slowakije · Turkije · Verenigde Staten · Zweden · Zwitserland